# نداء كوني

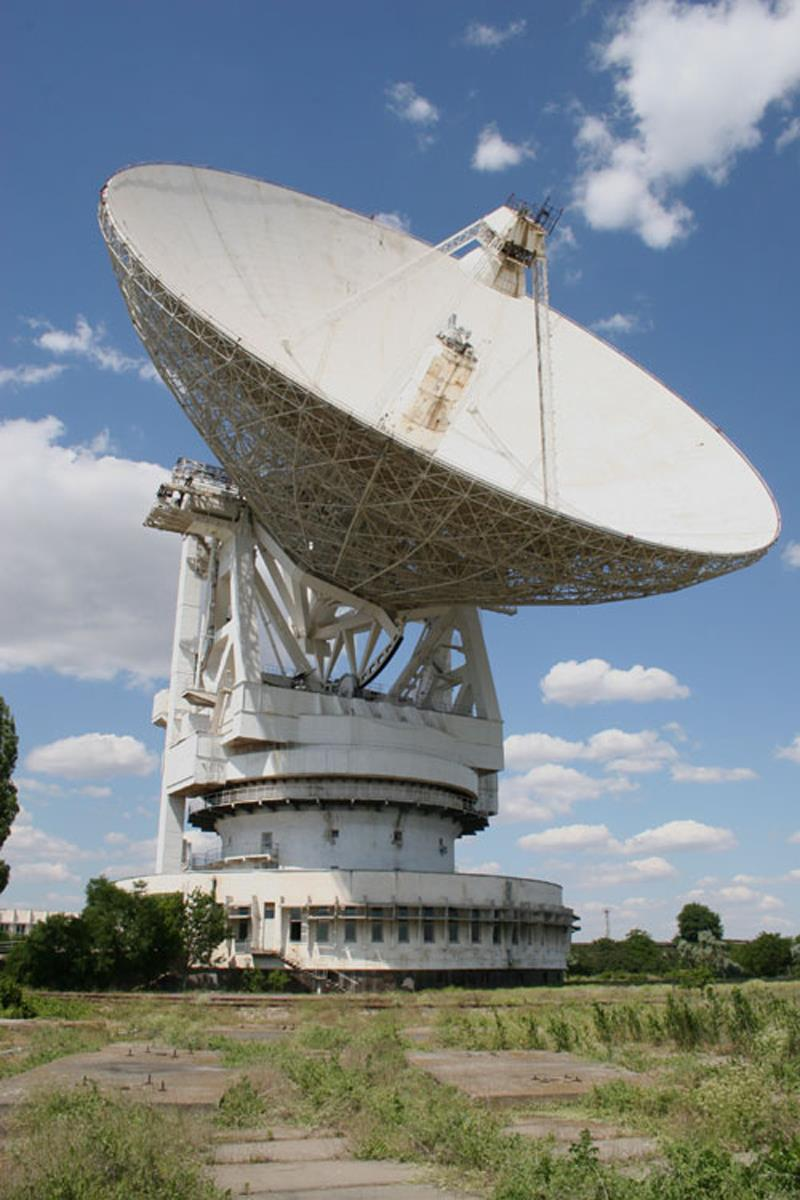
RT-70 في إيفباتوريا

نداء كوني كان اسم مجموعتين من الرسائل الراديوية البينجمية التي ارسلت من RT-70 في إيفباتوريا، القرم عام 1999 (نداء كوني 1) وعام 2003 (نداء كوني 2) إلي عدة نجوم قريبة. صممت الرسالة برموز وشكل مقاومين للتشويش.
مول المشروع من فريق إنكاونتر، تشارلي تشافر (المدير التنفيزي)  بدء متمركز في تكساس، والذي أفلس عام 2004.
كانا البثين علي تردد ~150 كيلووات، 5.01 جيجاهيرتز (إبدال بإزاحة التردد+/-24 كيلوهيرتز).

## بنية الرسالة
كانت لكل جلسة نداء كوني 1 البنية التالية. ارسل الجزء العلمي (DDM ،BM ،AM، وESM) ثلاث مرات (ب100 بت/ث)، والجزء العام (PP) ارسل مرة (ب 2000 بت/ث)، حسب الترتيب التالي :
DDM → BM → AM → ESM → DDM → BM → AM → ESM → DDM → BM → AM → ESM → PP،
حيث DDM هي رسالة دوتيل-دوماس، من العالمين الكنديين يفان دوتيل وستيفان دوماس، BM هي رسالة براستاد، AM هي رسالة أريسيبو، و ESM هي رسالة فريق إنكاونتر عام 2001.
كان لكل جلسة نداء كوني 2 عام 2003 هذه البنية :
DDM2 → DDM2 → DDM2 → AM → AM → AM → BIG → BIG → BIG → BM → ESM → PP،
حيث DDM2 هي نسخة محدثة لDDM (حجر رشيد البينجمي، ISR)، و BIG هو فهرس الصور ثنائية اللغة. كل الرسائل ماعدا PP بثت ب400 بت/ث.
تكونت IRS من 263,906 بت، وBM من 88,687 بت، وAM من 1,679 بت ; كان فهرس الصور ثنائية اللغة 12 صورة ثنائية مكونة من 121,301 بت ; ESM من 24,899 بت. كان المجموع = 500,472 بت لمدة 53 دقيقة. كانت PP متكونة من 220 ميجابايت وارسلت بنسبة 100,000 بت/ت لمدة 11 ساعة.

## النجوم المستهدفة
ارسلت الرسائل للنجوم التالية :
| الاسم    | الوجهة HD | الكوكبة         | تاريخ الإرسال  | ترايخ الوصول | الرسالة     |
| -------- | --------- | --------------- | -------------- | ------------ | ----------- |
| 16 Cyg A | HD 186408 | الدجاجة         | 24 مايو، 1999  | نوفمبر 2069  | نداء كوني 1 |
| 15 Sge   | HD 190406 | السهم           | 30 يونيو، 1999 | فبراير 2057  | نداء كوني 1 |
|          | HD 178428 | السهم           | 30 يونيو، 1999 | أكتوبر 2067  | نداء كوني 1 |
| Gl 777   | HD 190360 | الدجاجة         | 1 يوليو، 1999  | أبريل 2051   | نداء كوني 1 |
|          | Hip 4872  | ذات الكرسي      | 6 يوليو، 2003  | أبريل 2036   | نداء كوني 2 |
|          | HD 245409 | الجبار          | 6 يوليو، 2003  | أغسطس 2040   | نداء كوني 2 |
| 55 Cnc   | HD 75732  | السرطان         | 6 يوليو، 2003  | مايو 2044    | نداء كوني 2 |
|          | HD 10307  | المرأة المسلسلة | 6 يوليو، 2003  | سبتمبر 2044  | نداء كوني 2 |
| 47 UMa   | HD 95128  | الدب الأكبر     | 6 يوليو، 2003  | مايو 2049    | نداء كوني 2 |

## روابط خارجية
- رسائل ذاتية التشفير
- https://web.archive.org/web/20110724223524/http://www.activeseti.org/evpatoria.html نقاش «حجر رشيد» وكيف تطور
- تقرير عن نداء كوني
- https://web.archive.org/web/20121001045355/http://www3.sympatico.ca/stephane_dumas/CETI/evpatoria.html إيفاباتوريا 2003 نقاش مع صور بيتماب